# Calilena
Calilena is een geslacht van spinnen uit de  familie van de Agelenidae (trechterspinnen).

## Soorten
- Calilena absoluta (Gertsch, 1936)
- Calilena adna Chamberlin & Ivie, 1941
- Calilena angelena Chamberlin & Ivie, 1941
- Calilena arizonica Chamberlin & Ivie, 1941
- Calilena californica (Banks, 1896)
- Calilena gertschi Chamberlin & Ivie, 1941
- Calilena gosoga Chamberlin & Ivie, 1941
- Calilena magna Chamberlin & Ivie, 1941
- Calilena nita Chamberlin & Ivie, 1941
- Calilena peninsulana (Banks, 1898)
- Calilena restricta Chamberlin & Ivie, 1941
  - Calilena restricta dixiana Chamberlin & Ivie, 1941
- Calilena saylori Chamberlin & Ivie, 1941
- Calilena siva Chamberlin & Ivie, 1941
- Calilena stylophora Chamberlin & Ivie, 1941
  - Calilena stylophora laguna Chamberlin & Ivie, 1941
  - Calilena stylophora oregona Chamberlin & Ivie, 1941
  - Calilena stylophora pomona Chamberlin & Ivie, 1941
- Calilena umatilla Chamberlin & Ivie, 1941
  - Calilena umatilla schizostyla Chamberlin & Ivie, 1941
- Calilena yosemita Chamberlin & Ivie, 1941